# Tom Mustin
Tom Mustin é um jornalista e actor norte-americano.

## Biografia e carreira
Tom Mustin é um jornalista dos noticiários de Denver7. Tom ingressou no Denver7 em agosto de 2018, após 15 anos como repórter premiado em outra estação local.
Em 20 anos como jornalista, Tom entrou algumas das maiores notícias do estado do Estado de Colorado  - desde o incêndio em Hayman, a cheias históricas, até ao tiroteiro em Aurora Theatre.
A sua reportagem ao vivo da Convenção Nacional do Partido Democrata, destacau a ele e à sua equipa como vencedores de um Emmy de "Brand Newcast". Em todos os seus trabalhos, Tom Mustin procura compaixão, justiça e empatia.
Tom é filho de um almirante da marinha de três estrelas. Um nativo da Virgínia, ele tem orgulho da herança militar da sua família. Em 2005, ele fez uma reportagem sobre o o comissionamento do U.S.S. Mustin em San Diego.
Tom gosta de retribuir à comunidade. Ele foi porta-voz/mestre de cerimônias para várias organizações importantes, incluindo Make-A-Wish, Reading Partners, The Adoption Exchange e The Downtown Denver Partnership.
Mustin participou em alguns filmes e série como Star Trek IV: The Voyage Home (com William Shatner, Leonard Nimoy e DeForest Kelley) Seeds of Tragedy (com Alison Brooks, Lisa Lord, Conor O'Farrell e Tom Virtue), Death Dreams (com Fionnula Flanagan, Conor O'Farrell e Kevin McCorkle), Mad at the Moon (com Fionnula Flanagan), Somebody Is Waiting (com Jeannetta Arnette, Lisa Lord, John Pyper-Ferguson, Maury Sterling e Jason Grant Smith) e Above Suspicion (com Scott Bakula e Jack Blessing) , e no episódio de LA Law "Petticoat Injunction" (com Corbin Bernsen). Mustin participa pela primeira vez num projecto português dando a voz à Alma Americana na curta-metragem "Saudade: A Lisboa Que Eu Nunca Conheci", realizado por Márcio D'Astrain.
Tom e sua esposa Carolyn têm três filhos e um Silky Terrier chamado Rocky.

## Prémios
Tom Mustin venceu 2 Heartland Emmys em 5 nomeações:
- Venceu - Evening NewCast - Larger Markets (2020)
- Venceu - Spot News (2020)
- Nomeado - News Report - Light Series (2012)
- Nomeado - Best Reporter (2011)
- Nomeado - Live Coverage - Sports or Event (2006)

Tom Mustin venceu 1 News and Documentary Emmy:
- Venceu - Outstanding Regional News Story: Spot or Breaking News (2021)